# کیتی‌جین گارساید
کاترینا جین گارساید (به انگلیسی: Katrina Jane Garside؛ زادهٔ ۸ ژوئیهٔ ۱۹۶۸) خواننده-ترانه‌پرداز و هنرمند تجسمی انگلیسی می‌باشد. وی به‌خاطر مشارکت در گروه‌های موسیقی با سبک‌های التقاطی شناخته شده می‌شود که از بین این سبک‌ها می‌توان از نویز راک، آلترناتیو متال، آکوستیک و نئوفولک نام برد و سبک آوازهایی که از زمزمه‌های کودکانه گرفته تا سبک آوازهای ناگوار و خشنی مانند جیغ‌زدن. ایونینگ استاندارد یک‌بار وی را «یکی از ترسناک‌ترین زنان دنیای موسیقی آلترناتیو» خطاب نمود.
گارساید دوران کودکی دوره گردی داشته و به‌دلیل خدمت پدرش در ارتش بریتانیا در چندین مکان مختلف در سرار انگلستان بزرگ شده و بخش مهمی از دوران کودکی خود را در یک یات گذرانده و همراه‌با خانواده‌اش در دریای آزاد سفردریایی داشته‌است. تهیه‌کنندهٔ موسیقی گلین جونز وی را در نوجوانی پیدا کرد که منجر شد گارساید تقریباً یک سال با پسر جونز که ایثن نام داشت،‌ در زمینهٔ موسیقی همکاری داشته باشد. وی بعدها به‌عنوان خوانندهٔ اصلی گروهٔ موسیقی ایندی نویز راک دیزی چینسا که در سال ۱۹۸۹ در لندن با گیتارزن کریسپین گری به‌وجود آورده بود، به شهرت دست یافت.
گارساید در سال ۲۰۰۷ آلبوم انفرادی خودش را تحت عنوان لالایی‌هایی در بیابانی شیشه‌ای منتشر نمود و در همان سال با آهنگساز هکتور زازو در آلبوم مشترک بدنه‌های الکتریکی همکاری کرد سپس برای پروژهٔ آکوستیک مشترک خود با شریک زندگی‌اش گیتارزن آمریکایی کریس وایتینگهام که روبی ثروت نام داشت ترانه‌هایی نوشت و منتشر کرد. روبی ثروت در اواخر سال ۲۰۰۷ نخستین آلبوم استودیویی خود را تحت عنوان شکم‌گو منتشر کرد. گارساید همزمان با این آلبوم یک نمایشگاهٔ هنر تلفیقی برگزار کرد و آن را عزیزم، آن‌ها جسد را پیدا کردند نام‌گذاری کرد، که در گالری ووم واقع در بیرمنگام به نمایش درآمد. سپس روبی ثروت آلبوم‌های بعدی خود را تحت نام‌های از ابر سیاه پرنده‌ای آمد و اوه شک اوه ستاره‌ها را به‌ترتیب در سال‌های ۲۰۰۹ و ۲۰۱۲ منتشر کرد. گارساید و وایتینگهام در این بازهٔ زمانی با فرزندانشان در یک قایق تفریحی جهان را دریانوردی می‌کردند.
روبی ثروت در سال ۲۰۱۷ چهارمین آلبوم خود را تحت عنوان بیبی دارلینگ تاپورو منتشر کرد. گارساید و وایتینگهام بعدها یک گروهٔ موسیقی جدید تحت نام لایر، فلاور تشکیل دادند و اولین آلبوم خود را تحت عنوان شمارشگر گایگر در آوریل سال ۲۰۲۰ منتشر کردند. گارساید طی یک مصاحبهٔ دستاوردهای دوران حرفه‌ای با کونان نوترون پروتونیک ریورسال به‌طور مفصل در رابط با این آلبوم صحبت نموده‌است.

## اوایل زندگی
کاترینا جین گارساید در ۸ ژوئیهٔ سال ۱۹۶۸ در باکرز، ریدینگ شرقی یورک‌شر، انگلیس به‌عنوان اولین فرزند از بین دو دختر خوانوادهٔ خود چشم بر جهان گشود. با وجود اینکه پدر او در ارتش بریتانیا مشغول بود و خانوادهٔ گارساید نقل مکان می‌کردند، وی اولین سال‌های زندگی خود را در سالزبری، ویلتشر گذراند؛ همچنین پدر او نیز در زمینهٔ موسیقی فعالیت داشت و در گروه‌های محلی لندن نوزاندگی می‌کرد. زمانی که گارساید ۱۱ سال داشت پدرش خانواده را برای زندگی در یک یات ۹.۸ متری (۳۲ فوت) برد و این خانواده به مدت چهار سال از زندگی خود را دریانوردی می‌کردند. گارساید در این‌باره گفته گذراندن نصف سال‌های زندگی‌اش در دریا به او «دیدگاه متفاوتی دربارهٔ چیزها» داده‌است:
شما نقطهٔ مرجعی ندارید پس هرچیزی که می‌دانید وقف چیزی می‌شود، از جمله زمان در مسیرهای طولانی. به‌طرز حیرت‌آوری هرروز یکسان و تکراری است. چیزی برای دیدن وجود ندارد، کسی نیست که با او صحبت کنی. که این رعب‌آور می‌باشد. شما حتی جایی برای پنهان شدن ندارید و به معنای واقعی کلمه در معرض خطر هستید. با این حال هنوز خیلی زیباست زیرا تمام حواس‌پرتی‌ها از بین می‌روند.
در حالی که این خانواده بر روی دریا زندگی می‌کردند، گارساید و خواهر کوچک‌ترش ملانی مقدار چشمگیری از اوقات خود را صرف گوش کردن به نوارهای کاستی که پدربزرگشان به آن‌ها داده بود می‌کردند که بیشترشان نیز آلبوم‌های موسیقی‌متن فیلم‌های موزیکال بودند که از بین آن‌ها می‌توان به موسیقی‌متن فیلم داستان وست ساید اثر لئونارد برنستاین اشاره کرد. همچنین این دو برای گذراندن وقتشان اغلب سکانس‌هایی از موسیقی‌متن فیلم را با عروسک‌های پارچه‌ای بازسازی می‌کردند. از بین این نوارهایی که گارساید به آن‌ها گوش می‌کرد، آلبوم‌هایی از لد زپلین نیز آن‌ها را شامل می‌شوند که به گفته گارساید «واقعاً ایده‌ای از یک داستان را کامل می‌کنند.»
پس از بازگشت این خانواده به انگلیس، پدر گارساید برای کسب درآمد و امرار معاش کردن به خارج از کشور رفت زیرا آن‌ها با «حدود پنجاه پوند» از این سفر دریایی بازگشته بودند. خواهر کوچک‌تر گارساید یعنی ملانی متعاقباً در یک مدرسهٔ شبانه‌روزی ثبت نام کرد و در خوابگاهی که در آن اقامت داشت نوار کاستی را پخش می‌کرد که گارساید داشت «رؤیاها» از فلیتوود مک را همراه با خود آهنگ می‌خواند، تهیه‌کننده و مهندس گلین جونز که درحال دید و بازدید از مدرسه بود و دخترش نیز در این مدرسه ثبت نام کرده بود، این نوار را تصادفی شنید. او که تحت تأثیر آواز خواندن گارساید قرار گرفته بود با وی تماس گرفت و از او خواست تا به پسرش ایثن جونز که تازه شروع به ساختن موسیقی کرده بود بپیوندد. گارساید هم که اخیراً به او بورس تحصیلی داده شده بود تا در یک مدرسهٔ هنری ثبت حضور پیدا کند، ثبت نام خود را لغو نمود و در عوض یک سال با ایثن در استودیوی پدر او همکاری کرد و ترانه‌هایی را نوشت و ضبط کرد که بعداً آن‌ها را اینگونه توصیف کرد: «ناجور و افتضاح... اما می‌دونی؟ ما تازه داشتیم یاد می‌گرفتیم. من و ایثن قرار بود به لس آنجلس برویم و راک‌استار شویم— و بعد همانطور که باید از قبل زمانی که شانزده سالمان بود این طوری تمام می‌شد، همه‌چیز از هم فروپاشیده شد.» وی در پی این رویدادها به لندن نقل مکان کرد و در حالی که به‌دنبال کسب درآمد با خوانندگی بود، به مشاغل عجیب و غریبی مشغول شده بود.

## پیشهٔ موسیقایی

### ۱۹۸۹–۱۹۹۵: دیزی چینسا
گارساید در سال ۱۹۸۹ در پاسخ به آگهی یک روزنامه توسط گیتارزن کریسپین گری گروهٔ دیزی چینسا را به‌وجود آورد. نوازندهٔ بیس ریچارد آدامز و طبل‌زن کانادایی وینس جانسون نیز به این گروه پیوستند. دیزی چینسا به‌دلیل اجراهای زندهٔ پرسر و صدا به‌سرعت معروف شد، و شکل ظاهری گارساید «تصویر گوتیکی از یک توتیای خیابانی که در دردلاک‌هایش گل‌های مرده درهم آمیخته شده‌اند» توصیف شد. یک روزنامه‌نگار ناشناس در یکی از مقاله‌های خود برای مجلهٔ باست که در آن به نقد و بررسی یکی از کنسرت‌های این گروه در سال ۱۹۹۱ می‌پرداخت نوشته بود: «کیتی‌جین گارساید درهرصورت یا نیاز جدی به کمک از جوانب روان‌پزشکی دارد یا سزاوار دریافت جایزهٔ اسکار بهترین بازیگر زن می‌باشد.»
این گروه به‌منظور تبلیغ آلبوم قبل از انتشار با هول و مادهانی در بریتانیا تور برگزار نمود و مطبوعات بریتانیا گارساید را با خوانندهٔ اصلی هول یعنی کورتنی لاو مقایسه کردند. لاو نیز از قرار معلوم در سال ۱۹۹۱ گارساید را «یکی از دخترررای آشوبگر حقیقی» نامید و اعتراف کرد شدیداْ از زیبایی‌شناسی گارساید الهام گرفته می‌باشد. گارساید هیچ‌گاه با این جنبش که در شمال غربی آرام سرچشمه می‌گرفت، هم‌دست نشد.
دیزی چینسا در سال ۱۹۹۲ الونتین را منتشر کرد که تنها آلبوم کامل آن‌ها قبل از جدا شدن گارساید از گروه در سال ۱۹۹۳ می‌باشد. ترانهٔ «پولتو دوست داشته باش» از این آلبوم می‌آید که محبوب‌ترین تک‌آهنگ گروه است؛ آن‌ها این ترانه را در سال ۱۹۹۲ به‌طور زنده در نمایش تلویزیونی بریتانیایی کلمه اجرا نمودند. «پولتو دوست داشته باش» در فوریهٔ سال ۱۹۹۲ در جدول تک‌آهنگ‌های بریتانیا به‌رتبهٔ ۲۶ دست یافت.
وی پس از اینکه دیزی چینسا را ترک کرد از ملاء عام و صحنهٔ موسیقی ناپدید گردید و به انزوا کشانیده شد، و در آن زمان در لیک دیستریکت اقامت می‌داشت. گارساید که خود را منزوی و گوشه‌گیر توصیف می‌کرد بعدها اظهار می‌داشت که «من واقعاْ می‌توانم هرکجا باشم و این فرق زیادی ایجاد نمی‌کند، پس من لزوماْ درمورد کشوری که در آنجا چشم بر جهان گشودم و در آن زندگی کردم اطلاعات زیادی در دست ندارم.» به‌دلیل برخوردار بودن گارساید از هیستریونیک‌های جنون‌آمیزش روی صحنه و رفتارهای عجیب و غریبش در مصاحبه‌ها، شایعاتی مبنی بر اینکه وی تسلیم یک بیماری روانی شده، منتشر شدند. وی سال‌های بعد اعتراف کرد که در آن برههٔ زمانی از یک فروپاشی عصبی رنج می‌برده. وی بعدها در ریگ بک تاریخی که یک آسایشگاهٔ بدنام برای هنرمندان و کولی‌واران است، به زندگی پرداخت.
وی در نگاهی به گذشت اظهار نظر می‌کرد که اگر از دیزی چینسا جدا نمی‌شد، «من می‌مردم... چون هیچوقت آهنگ‌های [دیزی چینسا] را خودم نمی‌نوشتم هرگز نمی‌توانستم اندازه کافی تقدیم کنم، به‌قدر کافی جایی برسم. من نمی‌توانستم در کلمات و اشعار خون‌ریزی کنم— فقط می‌توانستم در اجراها خون بریزم، و این به‌معنای، حمله‌کردن به [خودم] بود.»
گارساید زمانی که در لیک دیستریکت اقامت داشت، شروع کرد به نوشتن ترانه‌های خودش، و با گروهٔ موسیقی اینداستریال تست دیپارتمنت در آلبوم تمامیت (۱۹۹۵) همکاری نمود.

### ۱۹۹۷–۲۰۰۷: کوئینادرینا

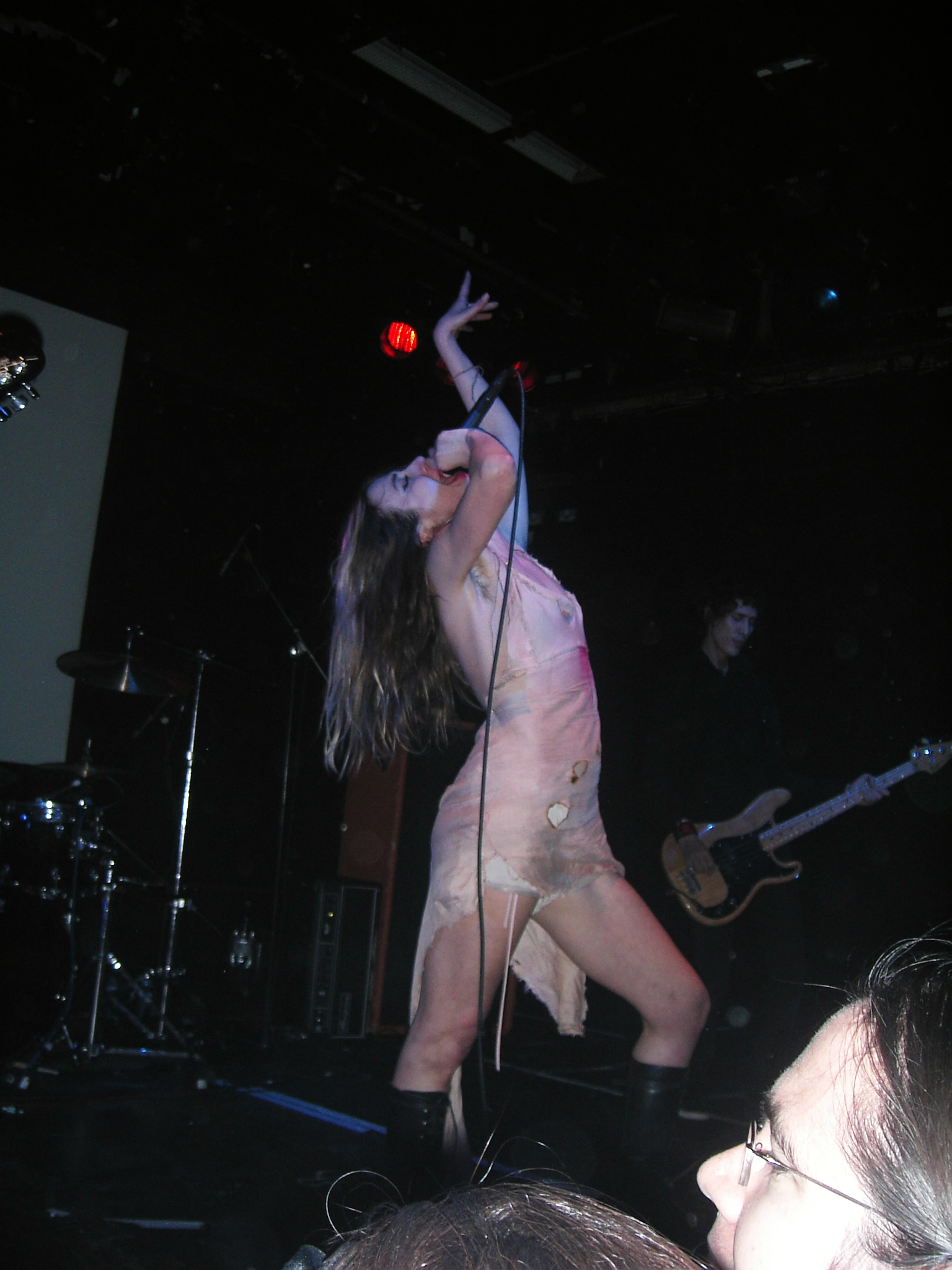
گارساید حین‌اجرا با کوئینادرینا، سال ۲۰۰۵

گارساید تا اواخر دههٔ ۱۹۹۰ قصد برگشت به صنعت موسیقی را نداشت تا اینکه به لندن بازگشت و گیتارزن سابق کریسپین گری با وی تماس گرفت؛ این دو در سال ۱۹۹۹ یک گروه با نام کوئینادرینا تشکیل دادند، کوئینادرینا در دههٔ بعدی به‌طور کلی چهار آلبوم استودیویی منتشر نمود: تاکسیدرمی (۲۰۰۰)، مرا بنوش (۲۰۰۲)، قصاب و پروانه (۲۰۰۵) و جن. گارساید طی مراحل اولیهٔ کوئینادرینا بین سال‌های ۱۹۹۹ تا ۲۰۰۲ برای مدت کوتاهی در ولز اقامت نمود.
وی در سال ۲۰۰۳ در ترانهٔ «آخرین برگ روی درخت» از آلبومی از گروهٔ موسیقی مینوس تحت عنوان هالدور لاکسنس همکاری کرد.
کوئینادرینا پس از ضبط آلبوم زنده در آی‌سی‌ای که شامل ترانه‌هایی که این گروه در سال ۲۰۰۵ در مؤسسه هنرهای معاصر به‌طور زنده اجرا کرده بودند می‌شد، دو آلبوم دیگر نیز منتشر نمود؛ یکی یه اسب چوبی برون که یک آلبوم تلفیقی متشکل از چهار قطعهٔ آزمایشی منتشر نشده می‌بود و یکی دیگر نیز جن که آخرین آلبوم آن‌ها قبل از منحل شدن در سال ۲۰۰۹ بود.
گارساید در این بازهٔ زمانی مجموعه‌ای از ترانه‌های خانگی خود را در یک آلبوم تحت عنوان لالاشواری/لالایی‌هایی در بیابانی شیشه‌ای قرار داد که در سال ۲۰۰۶ منتشر گردید. مکمل این آلبوم مجموعه‌ای فیلم‌های کوتاهٔ ساخته شده توسط خود گارساید می‌باشد.

### ۲۰۰۸–اکنون: روبی ثروت و لایر، فلاور
در سال ۲۰۰۷ گارساید مدت کوتاهی پس از منتشر شدن آخرین آلبوم کوئینادرینا تحت عنوان جن، با یک گیتارزن آمریکایی اهل هاوایی یعنی کریس ویتینگهام یک گروهٔ موسیقی دونفره به‌نام روبی ثروت به‌وجود آورد، وی ویتینگهام را زمانی که او داشت روی سکوی قطار متروی لندن به اجرا می‌پرداخت ملاقات نمود. گارساید درمورد رویارویی با ویتینگهام گفته «بعد از اینکه روی زمین زانو زدم و چون همه‌چیز در هم آمیخته و تنیده [شده بود]  برای مداخله دعا می‌کردم. من نیاز به یک مداخلهٔ کیهانی داشتم— و در واقع، اتفاق هم افتاد، همون روز. من اون رو پیدا کردم و وی در همه‌چیز فوق‌العاده است.»
روبی ثروت در نوامبر سال ۲۰۰۷ اولین آلبوم خود را تحت عنوان شکم‌گو منتشر نمود. این پروژه برخلاف سبک متال و نویز راک کوئینادرینا، اثیری‌تر است و بیشتر به آواز متکی می‌باشد و بخش عمده‌ای از ترانه‌های این پروژه با گیتار آکوستیک همراه‌است. این آلبوم با تحسین روبه‌رو شده و منتقدان این اثر را با آثار پی‌جی هاروی و مزی استار مقایسه نموده‌اند.
آلبوم مشترک گارساید و آهنگساز فرانسوی هکتور زازو تحت عنوان بدنه‌های الکتریکی سال بعد از سوی سیگنیچر رکوردز منتشر گردید. روبی ثروت نیز متعاقباْ ئی‌پی تور را در سال ۲۰۰۹ منتشر کرد که اثرهنری‌ای که روی جلد آلبوم بود، دست‌ساز می‌بود، پس از این نیز از ابر سیاه پرنده‌ای آمد (۲۰۰۹) منتشر گردیده شد. روبی ثروت در این برههٔ زمانی در سطح بین‌المللی تور برگزار می‌کرد و اوپنینگ اکت راسپوتینا در ایالات متحده نیز خودشان بودند.
آن‌ها در سال ۲۰۱۲ سومین آلبوم خودرا تحت عنوان اوه شک اوه ستاره‌ها منتشر نمودند که بسته‌بندی محدود با کتابی از سنگ‌نگاره‌ها، آثار هنری گارساید و همچنین اشعار دست‌نویس می‌بود. این گروه در آوریل همان سال بر روی صفحهٔ رسمی فیس‌بوک خود اعلام نمودند درحال ضبط یک پروژهٔ جدید هستند. قطعهٔ جدید آن‌ها با نام «آتش‌های مخفی» در سال ۲۰۱۴ بر روی سومین آلبوم تلفیقی جفری لی پیرس تحت عنوان محورها و سوکت‌ها منتشر شد.
گارساید در نوامبر سال ۲۰۱۶ از انتشار نسخهٔ محدود کتابی با نام لبهٔ فرسودهٔ نجواگر متشکل از ۳۴ شعر خبر داد. روبی ثروت در نوامبر سال ۲۰۱۷ چهارمین آلبوم استودیویی خود را تحت عنوان بیبی دارلینگ تاپورو منتشر نمود. گارساید در اکتبر سال ۲۰۱۸ یک مصاحبهٔ وسیع و فراخ با وایس داشت و در آن اظهار می‌داشت که او و ویتینگهام هنوز با فرزندانشان در آیونا اقامت دارند و اخیراْ یک سفر دریایی بزرگ به سراسر جهان را به‌پایان رسانده‌اند.
گارساید و ویتینگهام در آوریل سال ۲۰۲۰ تحت نام لایر، فلاور که پروژهٔ موسیقی جدیدشان است، یک آلبوم کامل با نام شمارشگر گایگر منتشر کردند.

## دیگر آثار

### هنر تجسمی
گارساید در سال ۲۰۰۷ یک نمایشگاهٔ هنری میکس مدیا در گالری ووم، بیرمنگام با نام عزیزم، آن‌ها جسد را پیدا کردند برگزار نمود که شامل مجموعه‌ای عکس‌ها، فیلم و سایر آثار بصری می‌بود.

### نوشته‌جات و رمان‌های گرافیکی
وی در سال ۲۰۰۵ با هنرمند کمیک دنیل شافر روی رمان گرافیکی سرگیجهٔ نیلی که توسط ایمیج کامیکس در اوت سال ۲۰۰۷ مورد چاپ قرار گرفت، همکاری کرد. شافر در وصف این رمان گرافیکی می‌گوید: «این برای گفت‌وگو در سطوح مختلف طراحی شده. حرف‌های کیتی‌جین هیپنوتیزم‌کننده هستند و تا استخوان حس می‌شوند؛ اما همیشه درحال حرکت هستند و معانی با هربار خواندن تغییر می‌یابد.»
در سال ۲۰۱۷ برک‌بیت بوکس که نام انتشارات نویسندهٔ مستقل چارلی براملی است کتابی با عنوان زیر یک دنیای کف‌پوشی: زندگی حرفه‌ای کیتی‌جین گارساید که به زندگی‌نامهٔ گارساید می‌پرداخت، منتشر کرد. این کتاب «به بررسی مورد انتظار حرفهٔ گارساید می‌پردازد و یک تجزیه و تحلیل غنی و شناخت نوآفریده‌ای را ارائه می‌دهد.» همچنین دارای یک مصاحبهٔ دست اول با گارساید می‌باشد که طی بازهٔ زمانی دوران نگارش انجام شده‌است. گارساید همان سال مجموعهٔ اشعاری را تحت نام لبهٔ فرسودهٔ نجواگر مورد انتشار قرار داد که به‌طور محدود تولید شده بود.

## استعداد هنری

### آواز، سبک و مضامین غنایی
من یک مدیتیتور هستم. داستان‌های خودم را دارم، روایت خودم را دارم، و از آن راضی هستم. من خوشحالم که آن را به اشتراک می‌گذارم اگرچه انتظار ندارم همه آن را بپذیرند. اما فکر می‌کنم در داستان‌ها قدرت نهفته‌است پس با مردمم صحبت می‌کنم و از آن‌ها راهنمایی می‌گیرم و در نتیجه شکل و شمایل آن‌ها تغییر می‌کند. من خودم را زیر ذره‌بین آن‌ها قرار می‌دهم، مخصوصا در خصوص خلق روایت خودم از طریق موسیقی.

–صحبت گارساید درمورد توجه داشتن به مخاطبانش، ۲۰۲۰
گارساید به‌خاطر آوازهای منحصر به‌فرد خود که «زمزمه‌های کودکانه» تا خوانندگی با جیغ دلخراش را در برمی‌گیرد، مورد توجهٔ منتقدان قرار گرفته، مخصوصاْ به‌دلیل همکاری با کوئینادرینا؛ در یکی از نقد و بررسی‌های کنسرت منتشر شده گاردین خاطر نشان شده که: «غافل‌گیر کننده‌است که چنین صدای بلندی از شخص کوچکی بیاید.» و گارساید در این‌باره گفته «من با کارهای بد به صدایم لطمه می‌زنم» «[اما] گاهی اوقات ضربهٔ وارد شده خیلی بزرگ است [و] من فقط مجبورم.» بعضی منتقدان صدای وی را به کسانی از جمله میسی گری تشبیه کرده‌اند.
مضامین ثابت در اشعار گارساید در پروژه‌های مختلف وی شامل استثمار، تمایلات جنسی، کودکی و معصومیت هستند. درحالی که آثار گارساید با دیزی چینسا و کوئینادرینا با آوازها و سازهای بی‌ملاحظه و آزاردهندهٔ راک و متال برچسب‌گذاری شده‌اند، آثار وی با روبی ثروت ملایم‌تر هستند؛ طی یک نقدی که در پاپ‌مترز چاپ شده بود، خاطر نشان شد که: «صدای نفس‌نفس‌زنان و حدوداْ کودکانهٔ گارساید عنصر حاکم و اصلی [نخستین آلبوم روبی ثروت] شکم‌گو است، گیتارهای آکوستیک ملایم و لپ استیل‌ها صحنه را برای صدای وی آماده می‌کنند. علی‌رغم مضامین غنایی غم‌انگیز و تیره، این آلبوم وارث صریح و آشکاری از سلسله خاندان آلبوم‌های اتریل هنرمندانی نظیر مزی استار و کوکتو تویینز می‌باشد.»

### تأثیرات
وی اوایل حرفهٔ خود کم‌تر از تأثیرات خود سخن می‌گفت، چه از لحاظ موسیقایی و چه از جهات دیگر. وی طی مصاحبه‌ای که در سال ۱۹۹۲ با پاول مورلی داشت می‌گفت کارلی سایمون را دوست می‌دارد. در یک مصاحبهٔ دیگر با آمریکن سانگرایتر وی فاش کرد یکی از تأثیرات موسیقایی اولیه‌اش «مرکز شهر» از پتولا کلارک و همچنین آثار استیوی نیکس و فلیتوود مک بوده‌اند. همچنین اظهار داشته که کورتنی لاو خوانندهٔ هول که گارساید حین اجرا با دیزی چینسا با این گروه همکاری کرده بود، را می‌ستاید: «[اون] یه نیرو از طبیعته. من می‌پرستمش. ازش حساب می‌برم...  اون خیلی قدرتمنده...  بسیار سپاسگزارم که اونجا بودم و تمام اون رختکن‌های کثیف رو باهاش قسمت کردم.»
وی طی یک مصاحبه در سال ۲۰۲۰ از ماربل ایندکس (۱۹۶۸) اثر نیکو به‌عنوان تأثیر اساسی بر آثارش نام برد.

### اجراها
گارساید در طول زندگی حرفه‌ای‌اش به‌خاطر اجراهای زندهٔ گوش‌خراش «کارناوالی» خودش مورد توجه‌ها قرار گرفته. ایونینگ استاندارد در وصف وی در سال ۱۹۹۹ می‌نویسد: «گارساید با آن صدای وهم‌آلود و چشم‌های میخ‌کوبش یکی از ترسناک‌ترین زنان موسیقی آلترناتیو است.» گارساید زمانی‌که در دیزی چینسا به فعالیت می‌پرداخت کارهای دیدنی انجام می‌داد که از بین آن‌ها می‌توان از دریل زدن سر عروسک‌ها روی صحنه و نوشیدن آب‌میوه از شیشه‌شیر کودک نام برد. گاهی‌اوقات کنسرت‌های گوش‌خراش گروه منجر به خودزنی کردن گارساید روی صحنه می‌شد. گیتارزن گروهٔ پالپ، راسل سنیر زمانی را به یاد می‌آورد که در یکی از کنسرت‌های لندن گروه در سال ۱۹۸۹، گارساید سیم میکروفون را چنان محکم دور گردنش پیچانده بود که روی صحنه از هوش رفت و کنسرت باید زودتر از موعد تمام می‌شد.
وی در سال ۲۰۰۲ در باب اجراهای زنده می‌گفت «من می‌دونم چه چیزی حالمو جا میاره، همون خط ظریف، همون نقطه‌ای که از لبهٔ یه صخره میوفتی، همونجایی که حالت بد میشه، من همیشه سعی دارم همین نقطه رو توی موسیقی پیدا کنم. کم پیش میاد به این نقطه برسی، و بازم می‌گم، این لذت زنده اجرا کردنه، اونجا همون نقطه‌ایه که تعادلتو از دست دادی. من دوگانگی‌هارو دور میزنم و سعی می‌کنم طرف‌های مخالف و متضاد رو پیدا کنم.» شکل ظاهری گارساید اوایل حرفه‌اش به‌دلیل قیافهٔ ژولیده پولیده‌اش مورد توجه قرار گرفت، با مشخصهٔ  لباس‌های پاره پوره و بدنش نیز با خاک کثیف شده بود. کارولین سالیوان از مجلهٔ گاردین در سال ۱۹۹۲ می‌گوید: «گارساید احتمالاْ از نظر بالینی از بلیندا کارلایل کم خل وضع‌تر نیست، اما حالت مضطرب گازدارش حس زودشکنی بزرگی رو القا می‌کنه و رک گوییش به نحوی شرم‌آوره.»
گارساید با وجود اجراهای اغلب سرزنده و تهاجمی‌اش اعتراف کرده ترس از صحنه داشته، به خصوص اوایل دوران حرفه‌ای‌اش: «من همه‌چیز را شدید احساس می‌کنم و وحشت کامل مطلق راه رفتن روی صحنه— می‌دونی، اون حس قرار گرفتن در معرض و روی پرتگاه بودن... اون حس یه‌چیزی رو ناگهانی و به‌سرعت توی من تغییر داد... اگر از مسیرم منحرف می‌شدم و از تلاش کردن دست می‌کشیدم، دسترسی به «رهایی» گنده‌ای داشتم.» وی طی یک مصاحبه که در سال ۲۰۰۳ داشت توضیح داد که:
به‌نظر من روی صحنه رفتن یکی از غیرطبیعی‌ترین کارهاییه که هرکسی می‌تونه انجام بده. تنها راه رفتن روی صحنه به نوعی دگرگونی وضعیت هوشیاری—و این درست نیست، قرار نبوده کسی این کارو انجام بده، مگر اینکه طرف کشیش، شعبده‌بازی یا یه چیزی مثل اینا بوده باشه. قرار گرفتن کسی که از خیلی جهات عاجز و درمانده‌ست توی اون موقعیت، در درون من باعث ایجاد یه واکنش احتراق می‌شه. من این موضوع رو می‌دونم و با دونستنش می‌رم روی صحنه... زیبایی اجرای زنده موقعیه که درامر به دنده ۵ یا ۱۰ میره و بنا به دلایلی یه چیزی از ستون فقرات به من برخورد می‌کنه و من گم میشم، و این برای من هله‌لویاست.

## زندگی شخصی
گارساید و شریک زندگی و همکار موسیقیایی خود کریس ویتینگهام در سال ۲۰۱۱ یک دختر به‌نام لیلانی به‌دنیا آوردند، وی از رابطهٔ قبلی خود دارای یک پسر نیز می‌باشد. این زوج از سال ۲۰۱۲ به‌همراهٔ فرزندانشان که در آن زمان ۱۰ سال و ۱۰ ماه سن داشتند، روی یک قایق که آیونا نام داشت، زندگی می‌کردند. به این قایق در ژوئن سال ۲۰۱۲ سنت ماوس، کورنوال آسیب وارد شد؛ و آن‌ها در فالموث آن را تعمیر کردند و انگلیس را به‌قصد سفردریایی در سراسر جهان ترک نمودند.
وی طی مصاحبه‌ای که در سال ۲۰۲۰ داشت افشا نمود که در طول پیشهٔ گردشگری خود، حدوداْ یک دهه را صرف «مصرف خیلی زیاد مشروبات» کرده و احساس می‌کند بحث «مواد مخدر و پرهیز از آن‌ها برای همهٔ ما خیلی بزرگ است» و افزود: «من امروزه، خیلی کم، مشروب مصرف می‌کنم... مدیتیشن می‌کنم و این همون چیزیه که منو مست می‌کنه... [فکر می‌کنم] شما هم احتمالاْ باید کمی از آن عبور کنید تا راهتان را بیابید. برای من زمان زیادی طول کشید را ریشه را پیدا کنم اما درنهایت آن را پیدا کردم و مطمئناْ مواد مخدر و الکل در این وهله از زندگی من جایی ندارند.»

## ترانه‌شناسی
بر آلبوم چندآهنگه دلالت می‌کند
دیزی چینسا
- لذت‌دل‌باختگی (۱۹۹۱)
- گل صورتی (۱۹۹۲)
- الونتین (۱۹۹۲)

کوئینادرینا
- تاکسیدرمی (۲۰۰۰)
- مرا بنوش (۲۰۰۲)
- قصاب و پروانه (۲۰۰۵)
- زنده در آی‌سی‌ای (۲۰۰۵)
- یه اسب چوبی برون (۲۰۰۷)
- جن (۲۰۰۸)

انفرادی

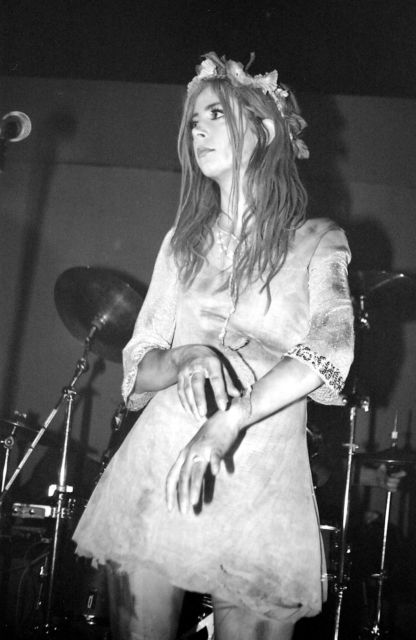
کیتی‌جین گارساید حین‌اجرای زنده با دیزی چینسا در لندن، سال ۱۹۹۰

- لالاشواری/لالایی‌هایی در بیابانی شیشه‌ای (۲۰۰۵) (کلکسیون جعبه‌ای حاوی یک سی‌دی صوتی و یک دی‌وی‌دی بود. از این ۳۰۰ نسخه محدود وجود داشت که ۱۰۰ مورد اولی امضاء و ثبت شده بودند)
- لالاشواری/لالایی‌هایی در بیابانی شیشه‌ای (۲۰۰۶) (این نسخه دارای دی‌وی‌دی نبود اما حاوی دو آهنگ متفاوت از نسخهٔ قبلی می‌بود)
- بدنه‌های الکتریکی (۲۰۰۷) (همکاری با هکتور زازو)[۸۶]

روبی ثروت
- شکم‌گو (۲۰۰۷) (نسخه محدود به ۵۰۰، امضاء و ثبت شده)[۸۷]
- ئی‌پی تور (۲۰۰۹)  (نسخهٔ محدود ئی‌پی دست‌ساز ۵ قطعه‌ای به‌طور انحصاری در تور آن‌ها در سال ۲۰۰۹ فروخته شد، حاوی ۲ تصویر)[۵۸]
- از ابر سیاه پرنده‌ای آمد (۲۰۰۹) (نسخهٔ محدود به ۵۰۰، حاوی ۱۰ چاپ هنری زیبا، ۵ تصویر و یک وسیلهٔ شخصی)[۸۸]
- اوه شک اوه ستاره‌ها (۲۰۱۲) (کتاب هنری سنگ‏‌نگاره‌ای ۳۴ صفحه‌ای روبان‌دار با مونتاژ دستی، ۱۲ ترانه، ۵۵ دقیقه‌ای، ۵۵۰ نسخهٔ ثبت شده) و (آلبوم‌های ۱–۱۰، جلد دست‌نویس، امضاء و ثبت شده، اشعار دست‌نوشتهٔ دست اول ک‌ج‌گ از ۱ تا ۱۲ ترانه (این‌ها در ساخت صفحات اثرهنری چاپ سنگی تمام‌شده استفاده شدند). در مجموع فقط ۱۰ مورد از این‌ها وجود دارد، هرکدام حاوی یک کاغذ متن ترانه با ۱۰ آلبوم اول و یک عکس امضاء و ثبت شده هستند)[۸۹]
- پروژهٔ جلسات جفری لی پیرس: محورها و سوکت‌ها (تلفیقی هنرمندان گوناگون به‌همراهٔ بازخوانی روبی ثروت از آتش‌های مخفی اثر گان کلاب)
- بیبی دارلینگ تاپورو (۲۰۱۷)
- لباس سنگ‌دوزی‌شده (۲۰۱۸)

لایر، فلاور
- شمارشگر گایگر (۲۰۲۰)

همکاری‌ها
- کریمینگ جیزس – زمان مرده (۱۹۹۱)
- کریمینگ جیزس – مغلطهٔ حملهٔ شخصی (۱۹۹۲)
- فراست‌بایت – ظهور دوم (۱۹۹۳)
- سیکرد ساوداست رینگ – برترین نمایش حقیقت (۱۹۹۴)
- تست دیپت – تمامیت ۱ (۱۹۹۵)
- تست دیپت – تمامیت (۱۹۹۵)
- تست دیپت – تمامیت ۱ و ۲: مخلوط‌ها (۱۹۹۷)
- مینوس – هالدور لاکسنس (۲۰۰۴)
- گوستیجیتال – ما به سی‌اودی اعتماد داریم (۲۰۰۶)
- استوریز فرام د مون – داستان‌هایی از ماه (۲۰۰۶)
- جف زنتنر – روزهای آخر تابستان (۲۰۰۹)